# Грецьке православ'я

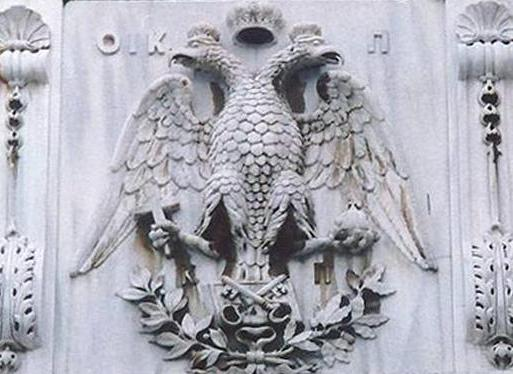
Візантійський орел — символ Грецької православної церкви

Можливо, Ви шукали статтю Елладська православна церква
Грецьке православ'я, Грецька православна церква (грец. Ελληνική Ορθόδοξη Εκκλησία) посилається на кілька автокефальних церков в рамках ширшої гілки східного православного християнства, яка має загальні культурні традиції та літургії якої традиційно проводяться койне, оригінальній мові Нового Заповіту.
Історично термін «Грецька православна церква» використовували на позначення усіх східно-православних церков, оскільки «грецька» у цьому контексті вживали для підкреслення спадковості від Візантійської імперії. Адже впродовж 8 століть християнської історії більшість великих інтелектуальних, культурних та соціальних тенденцій в християнській церкві відбулися в рамках імперії чи у сфері її впливу. Отже, більша частина традицій і практики церкви Константинополя була прийнята усіма православними церквами, і нині деякі європейські помісні православні церкви в офіційній своїй назві використовують «Грецька». Румунська та слов'янські церкви відмовились від цієї традиції у XIX–XX століттях.

## Грецькі православні церкви
- чотири стародавні церкви:
  - Православна церква Константинополя, очолювана патріархом Константинопольським.
  - Православна церква Александрії
  - Православна церква Антіохії , що нині не пов'язана з грецьким православ'ям мовно та етнічно - абсолютна більшість її вірних, священиків та єпископів араби і ліванці.
  - Православна церква Єрусалиму

- національні грецькі автокефальні церкви:
  - Православна церква Греції
  - Православна церква Кіпру

- Православна церква Синаю (у складі Єрусалимського)

- чотири єпархії Патріарха Константинопольського:
  - Грецьке православне архієпископство Тіатіри та Великої Британії
  - Грецьке православне архієпископство Італії та Мальти
  - Грецьке православне архієпископство Америки
  - Грецьке православне архієпископство Австралії

До цього списку також можна додати автокефальну Православну церкву Албанії, оскільки в ній дуже сильні грецькі традиції і вона в даний момент очолюється архієпископом-греком.